# Benoît II (évêque)
Pour les articles homonymes, voir Benoît.
Benoît II fut évêque de Marseille (1397-1418), évêque de Fondi (it) (1418-1422) puis évêque de Veroli (1422-1427).

## Biographie
Dans la bulle de nomination de Benoît II au poste d’évêque de Marseille, le pape Boniface IX précisait : « Il est probable que vous ne pourrez pas avoir la possession des biens de votre mense épiscopale, à cause de la puissance des schismatiques dans les domaines desquels votre église se trouve placée. C’est pourquoi, jusqu’à ce que vous ayez pu prendre possession de l’église de Marseille, ou que vous ayez été transféré à une autre église cathédrale, nous vous confions le monastère de Saint-Clément de Tivoli, dont les revenus vous aiderons à soutenir votre rang. ». On peut considérer que cette nomination était une protestation contre celle de Guillaume Letort  au poste d’évêque par le pape d’Avignon. Cette double nomination n’avait pas eu lieu du temps de l’épiscopat d’Aymar de La Voute. 
Benoît II ne vint jamais à Marseille. Le 14 février 1418, il est nommé évêque de Fondi pour devenir ensuite le 19 septembre 1422 évêque de Veroli.